# Dias Omirzakov
Dias Omirzakov (13 de julio de 1992) es un ciclista profesional kazajo.

## Palmarés
2011
- 1 etapa del Tour de Tailandia

2012
- 1 etapa del Tour de Vietnam

## Equipos
- Astana Pro Team (2016[1])